# Вечкоти
Вечкоти (словен. Večkoti, итал. Vescotti) је насељено место у општини Комен, Обално-крашка регија, Словенија.

## Историја
До територијалне реорганизације у Словенији били су у саставу старе општине Сежана.

## Становништво
У попису становништва из 2011. године, Вечкоти су имали 10 становника.
| Број становника према пописима | Број становника према пописима | Број становника према пописима |
| ------------------------------ | ------------------------------ | ------------------------------ |
| 1991                           | 2002                           | 2011                           |
| 6                              | 8                              | 10                             |